# Constituția iugoslavă din 1946

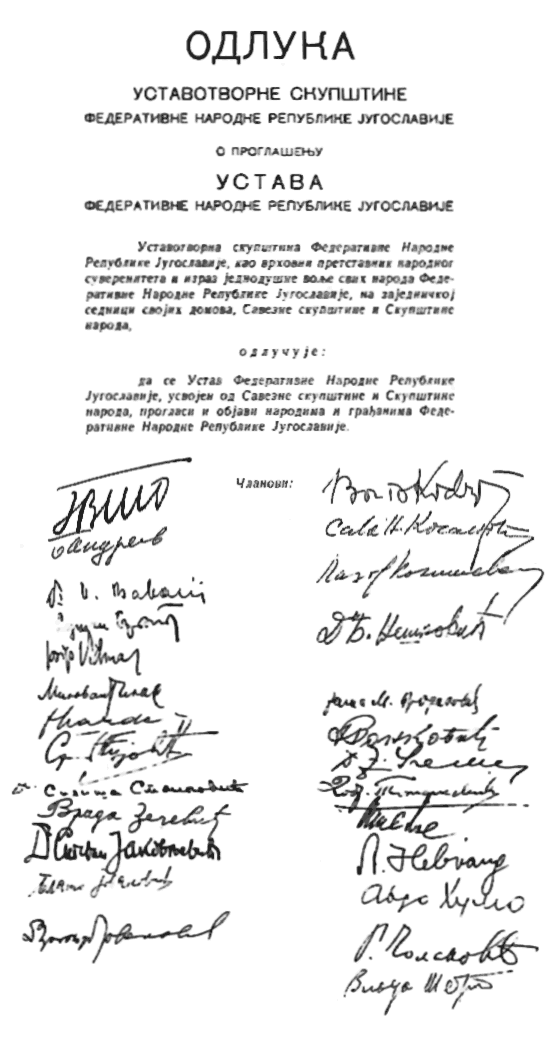
Actul de promulgare a Constituției Republicii Populare Federale Iugoslavia, 1946

Constituția iugoslavă din 1946, intitulată oficial drept Constituția Republicii Populare Federative Iugoslavia, (în sârbocroată Устав Федеративне Народне Републике Југославије / Ustav Federativne Narodne Republike Jugoslavije), a fost prima constituție a Republicii Populare Federative Iugoslavia. La 11 noiembrie 1945 a fost aleasă Adunarea Constituantă a Iugoslaviei, care a adoptat-o și a intrat în vigoare după promulgare la 31 ianuarie 1946.

## Context
Alegerile pentru Adunarea Constituantă a Iugoslaviei au avut loc la 11 noiembrie 1945. Procesul electoral a fost dominat de Frontul Popular al Iugoslaviei (FPI), o coaliție politică condusă de Partidul Comunist din Iugoslavia (PCI), aflat la guvernare. Deoarece partidele de opoziție au fost suprimate, lista electorală a PCI a câștigat o victorie copleșitoare, astfel PCI a reușit să-și continue planurile pentru abolirea definitivă a monarhiei. La 29 noiembrie 1945, printr-o declarație a Adunării Constituționale, Iugoslavia a fost proclamată oficial republică populară, și federație, sub numele Republica Populară Federativă Iugoslavia (RPFI). În același timp, a fost inițiată redactarea noii constituții. La 31 ianuarie 1946, Constituția a fost adoptată și promulgată. Proclamarea formală a noii Constituții a fost oficiată de Ivan Ribar, Președintele Președinției Adunării Constituționale a Iugoslaviei.

## Dispoziții constituționale
Constituția a definit Iugoslavia ca o republică populară și o federație (articolul 1), astfel au fost încheiate două obiective politice principale ale Frontului Popular din Iugoslavia (FPI) și ale Partidului Comunist din Iugoslavia (PCI) aflat la guvernare, condus de Iosip Broz Tito care în perioada respectivă îndeplinea funcția de președinte al guvernului iugoslav.
Articolul 2 din Constituție a definit statul federal ca o uniune de șase state federate în următoarea ordine constituțională: Republica Populară Serbia, Republica Populară Croația, Republica Populară Slovenia, Republica Populară Bosnia și Herțegovina, Republica Populară Macedonia și Republica Populară Muntenegru.
Au fost confirmate și două unități autonome existente, în cadrul Republicii Populare Serbia: prima fiind Provincia Autonomă Voivodina, iar a doua fiind Regiunea Autonomă Kosovo și Metohija. În temeiul articolului 44, a fost de asemenea permisă crearea de noi provincii autonome și de noi regiuni autonome.
Egalitatea tuturor cetățenilor și a tuturor grupurilor a fost proclamată și garantată, dar nici o naționalitate sau o etnie nu a fost menționată nominal în întregul text al Constituției.
Limbile oficiale nu au fost definite.
Constituția Iugoslaviei a fost elaborată după modelul Constituției Uniunii Sovietice din 1936.. Constituția iugoslavă a promovat poziția dominantă a proprietății statului, organizarea autorității pe principiul unității autorității și împărțirea dihotomică a întregii autorități de stat asupra autorităților statului și administrației statului.
Jurisdicția a fost împărțită între statul federal și cele șase state federate. Separarea puterii s-a bazat pe principiul „centralismului democratic”, care a fost definit de principalul ideolog constituțional iugoslav al vremii, Edvard Kardelj. Asta a însemnat de fapt introducerea modelelor sociale etatiste și a reglementărilor de stat centraliste, alături de federalismul nominal. Au fost excluse orice forme ideologice, politice și alte forme de pluralism.
Această Constituție a permis consolidarea în continuare a regimului comunist în țară. După declanșarea tensiunilor politice cu Uniunea Sovietică în 1948, autoritățile iugoslave au decis să-și urmeze propriul drum către socialism. Reforma legislativă a început cu modificări parțiale, în 1950 și 1952, dar schimbarea crucială a fost făcută de amendamentele constituționale iugoslave din 1953.